# Sangusaurus
Sangusaurus is een geslacht van grote, uitgestorven dicynodonte synapsiden, bekend uit het Laat-Trias (Carnien) van Wyoming, met als twee erkende soorten Sangusaurus edentatus (de typesoort) en Sangusaurus parringtonii. Sangusaurus is vernoemd naar de Sangu-stroom in het oosten van Zambia, in de buurt van waar het voor het eerst werd ontdekt. Fossielen van Sangusaurus zijn teruggevonden in de bovenste delen van de Ntawere-formatie in Zambia en in de Lifua-afzetting van de Manda-bedden in Tanzania. De vroegste studie beschouwde Sangusaurus als een kannemeyeriide dicynodont, maar meer recente fylogenetische analyses plaatsen Sangusaurus binnen de clade van de Dicynodontia. Tot voor kort was er weinig werk gedaan om Sangusaurus te beschrijven, waarschijnlijk vanwege het feit dat er slechts vier onvolledige fossiele exemplaren zijn ontdekt.

## Beschrijving
Sangusaurus had ongeveer de grootte van een nijlpaard.

### Unieke kenmerken
Na zijn ontdekking stelde Cox vast dat het belangrijkste kenmerk van Sangusaurus de posterodorsaal, schuin naar achteren en boven, gerichte intertemporele balk was, dus tussen de bovenste slaapvensters, die smaller is dan bij andere stahleckeriiden. Een ander verschil dat Sangusaurus onderscheidde, is onder meer de aanwezigheid van een lage bult achter het foramen parietale. Op basis van de gevonden fragmenten suggereerde Cox dat de schedel vijfendertig tot  veertig centimeter lang zou zijn geweest. Andere kenmerken die Sangusaurus diagnosticeren, zijn het naar voren taps toelopende bovenkaaksbeen en palatinale richels op het verhemeltebeen die elkaar ontmoeten aan de zijrand in plaats van de voorste rand van het bot.
Sangusaurus parringtonii onderscheidt zich door een sterk gedrongen schedel waarin de voorhoofdsbeenderen gereduceerd zijn tot een smalle band tussen de neusbeenderen en de wandbeenderen. De snuit is sterk verruwd. Op de snuit staat een scherpe middenkam die achteraan eindigt in een bult. Het achterhoofd is breder dan de schedel lang is.
Sangusaurus en andere stahleckeriiden hebben onderscheidende dijbeenderen vanwege de naar binnen verschoven afstaande dijbeenkop. Bij alle stahleckeriïden waarvoor dijbeenmateriaal is teruggevonden, inclusief Sangusaurus, is de kop duidelijk gescheiden van de bovenrand van de trochanter major. De kop van het dijbeen is groter en bijna bolvormig in vergelijking met de meer eivormige, kleinere afmetingen bij andere kannemeyeriiformen.

### Kauwsysteem
Als lid van Dicynodontia was Sangusaurus een herbivoor. Er is opgemerkt dat het dicynodonte kauwsysteem een reeks variaties op het algemene dicynodonte thema vertoonde. Kenneth D. Angielczyk, P. John Hancox & Ali Nabavizadeh (2018) verstrekten de eerste diepgaande studie van het kauwsysteem van Sangusaurus. Het systeem benadrukt een ortale ofwel verticale kaakbeweging waarbij de gewrichtsvlakken van het kaakgewricht een enkel posteroventraal, naar achteren en onderen, hellend oppervlak vormen; de translatie tussen het quadratum van de schedel en het articulare van de onderkaak resulteert in een voornamelijk ortale beweging van de kaaksymfyse.
Andere kenmerken van het kauwsysteem zijn onder meer interne en externe kaakadductoren die een dorsaal, omhoog, gerichte component voor de arbeidsslag zouden hebben gegeven maar een sterkere transversale component, overdwars, van de kaakbeweging. Dit komt door de eccentrische buitenste positie van de Musculus adductor mandibulae externus lateralis, een enorme spier die van de achterrand van de schedel naar de voorste onderkaak liep. Samenvattend bestond de kauwbeweging bij Sangusaurus uit een voornamelijk verticale arbeidsslag van de onderkaken, in samenwerking met een lichte palinale beweging naar achter, gevolgd door transversale beweging van de onderkaak, geholpen door een zijwaarts contracterende vector van de naar boven en bezijden gerichte Musculus adductor mandibulae externus lateralis. De auteurs concludeerden dat Sangusaurus mogelijk een nieuwe methode had ontwikkeld om veranderde vegetatie te benutten na het massale uitsterven aan het einde van het Perm.

## Ontdekking
Het eerste fossiel van de Sangusaurus werd gevonden in 1963 tijdens een gezamenlijke paleontologische expeditie van het British Museum (Natural History) en de University of Londen. Cox benoemde en beschreef Sangusaurus edentatus voor het eerst in 1969. De soortaanduiding betekent 'de tandeloze', verwijzend naar het feit dat de dicynodontiërs het voedsel verwerken via hoornplaten in plaats van een gebit. Het holotype is LM/NH 9/1, een gedeeltelijke schedel.
Een tweede soort werd ontdekt in de Manda-bedden van het Ruhuhu-bekken in Tanzania en werd in 1986 als Sangusaurus parringtonii benoemd; deze werd echter pas veel later in detail beschreven. Het holotype is UMZC T1226, een schedel met onderkaken. Sangusaurus parringtonii werd bepaald als een nieuwe soort op basis van verschillen in de caniniforme uitsteeksels, de hoornplaten die op slagtanden lijken. Het fossielenbestand voor Sangusaurus is slecht, met tot nu toe slechts vier fragmentarische exemplaren (een van Sangusaurus edentatus, drie van Sangusaurus paringtonii) teruggevonden. Sinds de oorspronkelijke ontdekking in de jaren 1960 zijn er geen resten van Sangusaurus edentatus meer gevonden.

## Geologie

### Ntawere-formatie
De Ntawere-formatie is een fluviolacustrine sedimentair afzetting in Zambia die varieert van moddersteen tot zeer grove, conglomeratische zandsteen. De formatie is samengesteld uit afwisselend donkerrode splijtbare moddersteen met laminaire calcrete horizonten en lichtrode massieve siltsteen vermengd met lenticulaire kiezelhoudende zandsteen. Fluviatiele kenmerken zoals kanaalvormige lagen, trogvormige kruisbeddingen en afwisselende afzettingen van laagenergetische moddersteen met zandsteen die met hogere energie is afgezet wijzen allemaal op opeenvolgende overstromingen in de regio. De aanwezigheid van slickenplanes en carbonaatknobbeltjes in de afzetting wijzen op een sterk seizoensgebonden verdeling van regenval en/of fluctuerende grondwaterstand. Bovendien ondersteunt de aanwezigheid van vissen en niet-mariene tweekleppige fossielen een seizoensgebonden aquatische omgeving. De lithologie en sedimentaire structuren geven aan dat de paleo-omgeving een halfdroge overstromingsvlakte was met een semi-permanente seizoensgebonden waterrijke omgeving .

### Manda-bedden
De Manda-bedden van Tanzania lijken op de Ntawere-formatie omdat ze werden afgezet in warme, semi-aride omgevingsomstandigheden. Uitdrogingsscheuren en pedogene calcreten leveren het bewijs voor deze paleomilieu-interpretatie. De bedden zijn samengesteld uit fluviatiele kwartsarenieten met cyclische, opwaartse sequenties die wijzen op een meanderend stroomsysteem. De stratigrafische reeks suggereert een veranderend klimaat van warme en vochtige omstandigheden naar warmere, meer droge omstandigheden in het late Vroeg-Trias. De aanwezigheid van spleetzandsteen met fossiele ophopingen in combinatie met opeenhopingen van ongearticuleerde fossiele botten van dicynodonten die zich stroomafwaarts bevinden, suggereert dat de spleet een fysieke val kan zijn geweest, met name voor grote dicynodonten als Sangusaurus.
Het geslacht Sangusaurus werd biostratigrafisch belangrijk als een schakel tussen de Ntawere-formatie en de Manda Beds-formatie.

## Soorten
- Sangusaurus edentatus Cox 1969 (typesoort)
- Sangusaurus parringtonii Cruickshank 1986